# Ndjock Nkong (littoral)
Pour le village de la Région du Centre, voir Ndjock Nkong (Ngog-Mapubi).
Ndjock Nkong est un village de la commune de Massock-Songloulou; située dans le département de la Sanaga-Maritime et la région du Littoral au Cameroun.

## Description du village
Ndjock-Nkong est situé dans la région du Littoral du Cameroun, dans le département de la Sanaga Maritime. Le village est localisé dans une zone boisée, avec une grande saison des pluies. Sa population a été réduite à 154 habitants à cause entre autres de son éloignement. La communauté de Ndjock Nkong est issu du clan des Ndog-Nem qui comporte six sous-clans répartis dans quatre villages. Le clan Ndog-Nem fait quant à lui partie du grand clan des Babimbi 2 qui est réparti dans 42 villages. Le village est sans littoral. La route du village est en mauvais état et n'a pas d'électricité ni de réseau de communication.

## Culture locale
Les populations de Ndjock-Nkong sont de la tribu des Bassa au Cameroun. Les éléments de traditions du village sont :
- La médecine ancestrale et la pharmacopée qui sont les premiers réflexes dans les habitants du village sont malades
- Le communautarisme qui soutient la vie dans le village en favorisant le partage et l'assistance des personnes âgées sans revenus.
- La musique, la musicologie et l'ethnomusicologie avec les expressions du corps, le folklore, les chants et danses ou les jeux. Parmi les chants du terroir, danses traditionnels et expressions du corps, on trouve le Sekele, bekele, ihôňgô, hilun hi kôba, mbaň, makune, koo, kosso.
- Les étapes funéraires qui vont de l'enterrement aux funérailles quand un membre de la communauté meurt. La famille affectée est assistée pendant plusieurs semaines.
- La culture orale comprend des mythes, des légendes, des chansons folkloriques, des contes populaires, des proverbes et danses fournis par les griots ou des conteurs  L'organisation patriarcale de la société avec une famille de base composée par d'un époux, d'un ou plusieurs épouses et leurs enfants.

Des dispositions et des lois coutumières pour toutes les étapes de la vie, les rites de passage et les cérémonies liées à la naissance, l'enfance, l'adolescence, l'âge adulte, les mariages et la vieillesse.

## Dynamiques de développement
Pour inverser la situation d'enclavement et de sous-développement, plusieurs projets sont initiés dans la zone avec l'appui du gouvernement camerounais: un télécentre communautaire polyvalent, l'entretien de la route, une antenne de téléphonie mobile, des barrages hydroélectriques sur la rivière Sanaga. L'agriculture et l'élevage sont également favorisé. Le projet African Traditions Online Encyclopedia abrégé ATOE donne aussi de la visibilité au village grâce à l'utilisation des technologiques de l'information et de la communication au service de l'éducation et de la formation.

## Personnalités liées à Ndjock Nkong
- Gaston Donnat Bappa, chef ethnique, créateur de African Traditions Online Encyclopedia[4]
- Nicolas Boumtje, Prêtre Catholique.